# Protobothrops dabieshanensis
Protobothrops dabieshanensis là một loài rắn trong họ Rắn lục. Loài này được Huang Pan, Han, Zhang, Hou, Yu, Zheng & Zhang mô tả khoa học đầu tiên năm 2012.